# Nicolaes Tulp

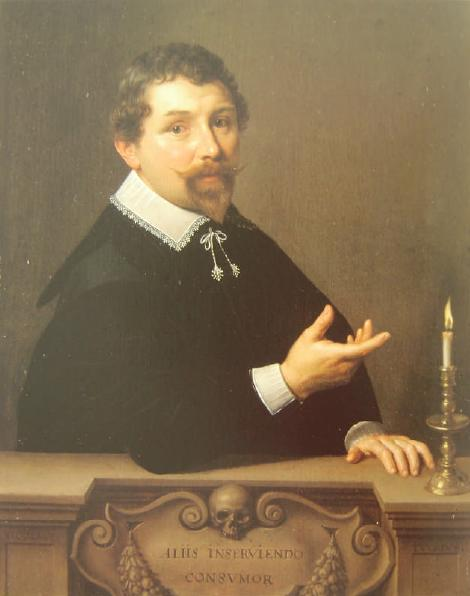
Dr. Nicolaes Tulp von Nicolaes Eliaszoon Pickenoy, 1633

Nicolaes Tulp, auch Nicolaas Tulp, genannt auch (Nicolaus) Tulpius, und latinisiert aus seinem Geburtsnamen Claes Pieterszoon auch Nicolaes Petreius (* 9. Oktober 1593 in Amsterdam; † 12. September 1674 in Den Haag) war ein niederländischer Chirurg und Anatom, einer der bekanntesten Ärzte des 17. Jahrhunderts und Bürgermeister in Amsterdam.

## Leben
Der Begründer der Familie Tulp wurde mit dem Namen Claas Pieterszoon als viertes Kind des Tuchhändlers Pieter Dirckszoon und dessen Ehefrau Gherytgen Dircksdr. Poelenburch geboren. Sein Studium der Medizin absolvierte er von 1611 bis 1614 an der Universität Leiden und am 30. September 1614 wurde er promoviert. Als er zurück nach Amsterdam als niedergelassener Arzt in ein Haus an der Keizersgracht zog, änderte er seinen Nachnamen auf Tulp (holl.: Tulpe), da vor dem Haus ein Schild mit einer Tulpe angebracht war. Seinen Vornamen änderte er ebenfalls von Claes in die Langform Nicolaes. Die Tulpe machte er zu seinem Familienwappen. 1617 heiratete er Eva van der Voech. Als Arzt, aber auch durch den Einfluss als Stadtrat seit 1622 machte er sich bald einen Namen in der wachsenden Stadt. Dank seiner guten Kontakte wurde Tulp 1628 zum Praelector Anatomiae (Dozent für Anatomie) im Kollegium der Amsterdamer Chirurgen mit Vorlesungen in der Waag von Amsterdam. Als seine Frau Eva im selben Jahr starb, hinterließ sie ihm fünf gemeinsame Kinder. 1630 heiratete er Magaretha de Vlaming van Oudshoorn, die Tochter des Bürgermeisters Dirck de Vlaming van Oudshoorn, die ihm weitere drei Kinder gebar.

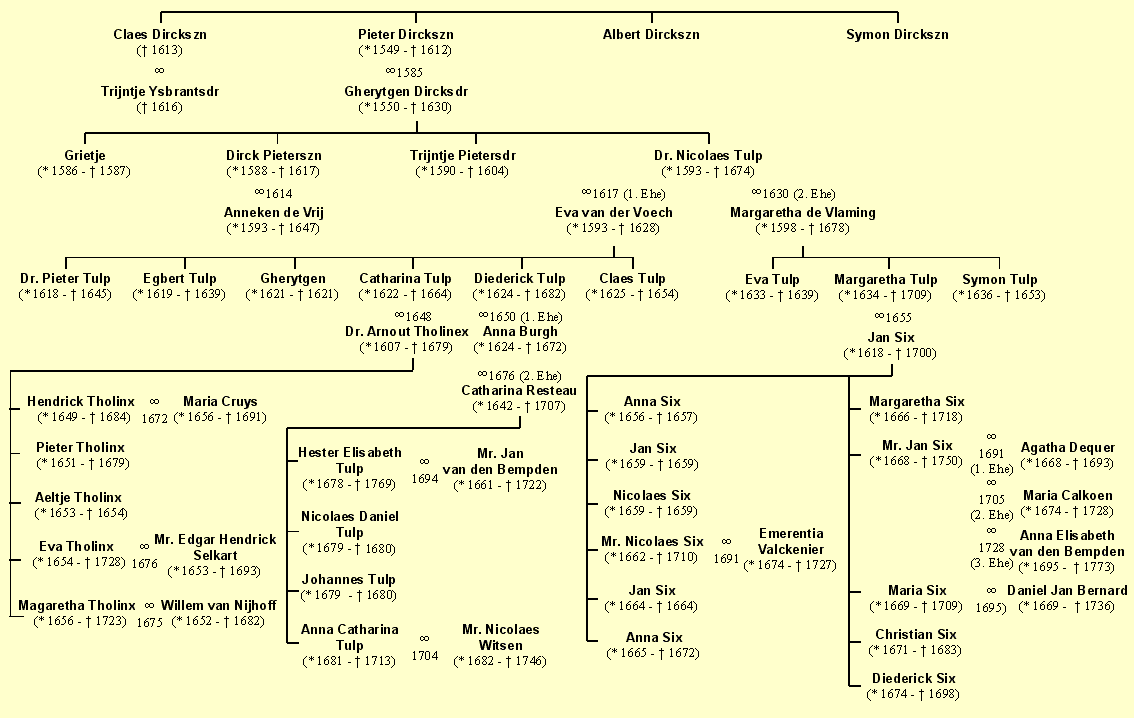
Stammtafel der Familie Nicolaes Tulp

Tulps Sohn Diederick heiratete Anna Burgh, die Tochter des Amsterdamer Bürgermeisters Albert Burgh, seine Tochter Margaretha heiratete Jan Six. 1673 wurde Tulp Abgeordneter („abgesandter Rat“) der Stadt Amsterdam in Den Haag, wo er 1674 starb. Sein Leichnam liegt begraben in der Nieuwe Kerk von Amsterdam. Neben Rembrandts bekanntem Werk zu Tulp, befindet sich in der Sammlung von Jan Six in Amsterdam das Bildnis der Familie Tulp, das 1635 von Nicolaes Eliaszoon Pickenoy gemalt wurde.

### Wirken
Seine alljährlich in den Wintermonaten stattfindenden anatomischen Demonstrationen an Leichen öffentlich Hingerichteter im Theatrum anatomicum (lateinisch: anatomisches Theater) waren sehr beliebt und wurden mit Einverständnis des Gerichts nicht nur vor Ärzten und Kommunalpolitikern, sondern auch vor den Augen eines zahlenden Publikums in hinterster Reihe durchgeführt. Zu dieser Zeit waren Obduktionen bzw. Dissektionen in Europa nur bei männlichen Kriminellen und abseits der Kirche erlaubt. Der Verwesungsgeruch der Leichen wurde durch Kräuter und Weihrauch überdeckt, während der Vorlesungen wurde Musik gespielt, gegessen und getrunken. Die Vorführungen dienten in erster Linie dem Austausch anatomischer Kenntnisse der anwesenden prominenten Mediziner, durch die Eintrittsgelder wurden aber auch Gala-Essen der Amsterdamer Chirurgen und Richter finanziert. Nach einer dieser Vorlesungen vom 16. Januar 1632 entstand auch das Bildnis Rembrandts Die Anatomie des Dr. Tulp.

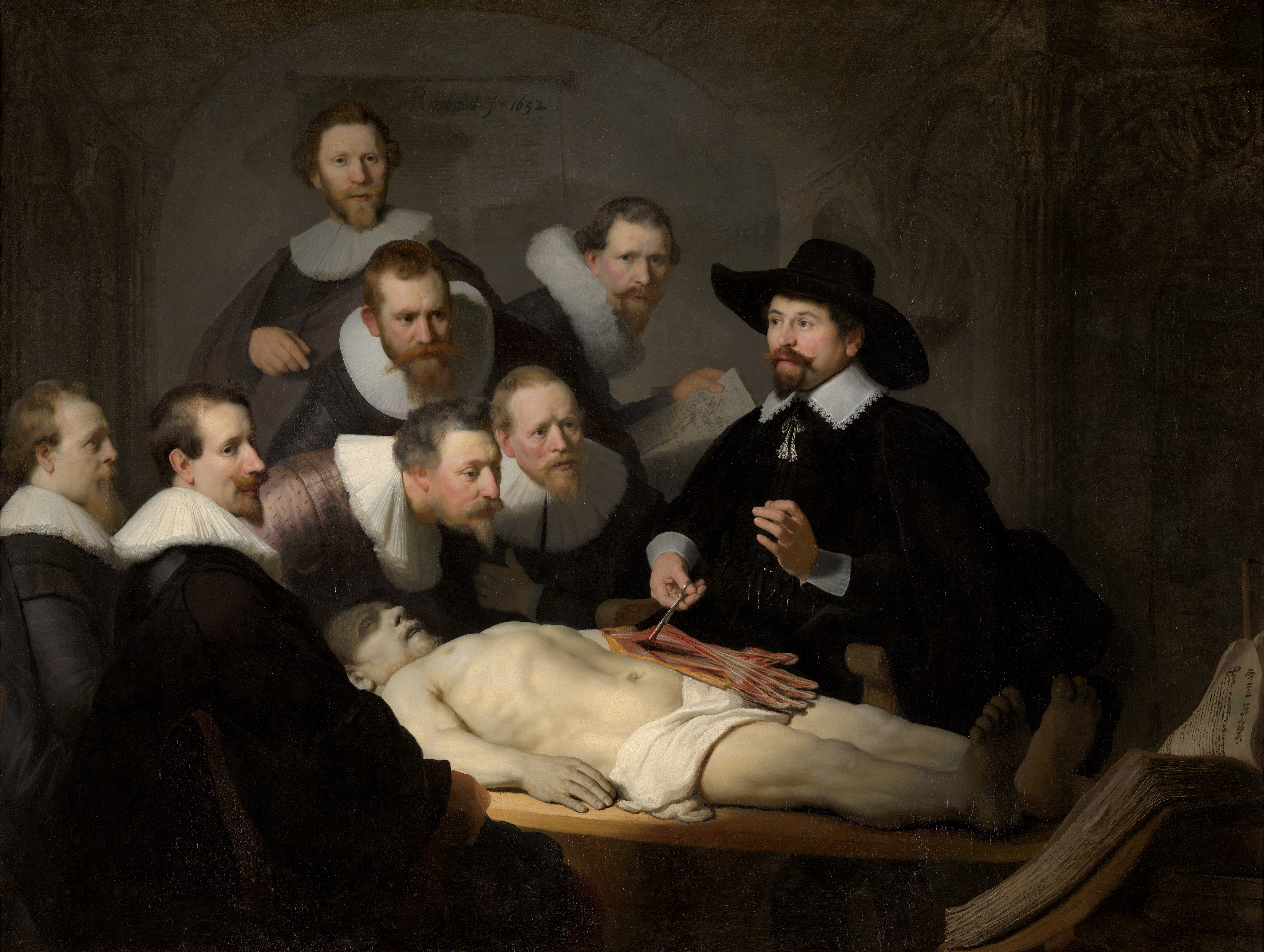
Die Anatomie des Dr. Tulp von Rembrandt van Rijn, 1632.

Tulp war ebenfalls für die Kontrolle der ortsansässigen Apotheken zuständig, die dank der guten Seewegsverbindungen über ein reichhaltiges Spektrum an Kräutern und Gewürzen der östlichen Welt verfügten. Nach Ausbruch der Pest in der Stadt im Jahr 1635 beschloss Tulp, gemeinsam mit den Fachkundigen aus seinem Bekanntenkreis die Krankheit zu bekämpfen. Dabei verfassten sie 1636 die Pharmacopoea Amstelredamensis, das erste Arzneibuch der Stadt, das eine einheitliche Zubereitung von Arzneimitteln vorschrieb und zum Standardwerk und Vorbild weiterer holländischer Arzneibücher wurde.
1641 veröffentlichte Tulp sein Werk Observationum medicarum libri tres (deutsch: „Medizinische Beobachtungen“), dessen erste Auflage er seinem Sohn Pieter widmete, der gerade in Leiden sein Medizinstudium zu Ende gebracht hatte. Aufgrund dessen Todes widmete Tulp auch die zweite Auflage seinem Sohn. Das Buch schildert detailliert 231 seiner beobachteten Fälle von Leiden und Tod, unter anderem auch von sezierten Tieren aus den holländischen Kolonien, wodurch es von vielen auch als „Buch der Ungeheuer“ bezeichnet wurde. Tulp beschrieb unter anderem detailliert das heute als Migräne bekannte Phänomen und vermutlich den Cluster-Kopfschmerz, die negativen Auswirkungen des Rauchens auf die Lunge und im Ansatz die Erkenntnisse zur psychischen Wirkung des Placeboeffekts. Ferner prägte Tulp den Terminus spina bifida, entdeckte 1639 als erster die menschlichen Lymphgefäße und unwissend von Caspar Bauhin die Ileozökalklappe. Seine Beschreibung von Symptomen der Beriberi-Krankheit bei einem Seemann wurde nicht weiter verfolgt.

### Bürgermeister und Politiker
In den fortwährenden Auseinandersetzungen zwischen den Oranjegesinnten (Monarchisten) und Staatsgesinnten (Republikanern) lavierten sich die verschwägerten Familien Six und Tulp mit wechselndem Erfolg hindurch.
Nicolaes Tulp kam 1622 als Schepen in die Stadtregierung Amsterdams. Für sein Schepensiegel wählte er die Tulpe als Wappen. 1650 entflammte der Machtkampf zwischen Statthalter Wilhelm II. von Oranien und der Stadt Amsterdam, und hier vor allem mit der Familie Bicker. Nach dem missglückten militärischen Anschlag des Oraniers auf die Stadt im Juli benannte die Vroedschap im August eine Kommission bestehend aus Tulp, Bürgermeister Cornelis de Graeff, Simon van der Does und Pieter Cloeck, um mit Wilhelm II. über die angespannte Situation zu sprechen und in weitere Verhandlungen zu treten. Da der Oranier kurze Zeit später an den Pocken starb, und seitens der Staaten von Holland kein neuer Statthalter bestellt wurde, begann noch im selben Jahr die bis in das Rampjaar 1672 andauernde Erste Statthalterlose Periode. 1654 wurde Tulp für vier Jahre Bürgermeister der Stadt Amsterdam 1659 war Tulp gemeinsam mit De Graeff, Cloeck, Gillis Valckenier, Henrick Hooft und Coenraad Burgh Teil einer Kommission die seitens der Stadt über eine Investitionssumme von 12,000 Gulden für die Westindische Kompanie verhandelte. Im Rampjaar 1672 gehörte Tulp zur republikanischen, staatsgezinnten, Fraktion, wurde aber aufgrund seines hohen Alters entgegen den anderen gleichgesinnten Stadtpolitikern nicht aus dem Amt entlassen, sondern konnte die Stadt als „abgesandter Rat“ in Den Haag vertreten, wo er zwei Jahre später starb.

## Schriften und Ausgaben
- Observationes medicae. Elsevier, Amsterdam 1672; 5. Auflage Leiden 1716.